# デリシャスパーティ♡プリキュア サウンドアルバム
『デリシャスパーティ♡プリキュア サウンドアルバム』は、東堂いづみ原作によるアニメシリーズ第19作『デリシャスパーティ♡プリキュア』のボーカルアルバム、オリジナル・サウンドトラックシリーズ。
本項に記述されているディスコグラフィのうち、即発曲の解説は各収録作品を参照のこと。
CDはいずれもマーベラスが発売し、販売元はソニー・ミュージックソリューションズが担当している。
本CDシリーズにおいては、テレビシリーズのCD全商品購入（2形態ある場合は両方とも購入）特典として、封入応募券を全て集めて申し込むと、全CDが収納できる「デリシャスパーティ♡ボックス（くるみ三方背仕様）」 がプレゼントされる、購入施策が行われている。

## ボーカルアルバム

### 〜Welcome to Delicious Party〜
『デリシャスパーティ♡プリキュア』初のボーカルアルバムで、プリキュア及びサポートキャラ6人によるキャラクターソング、主題歌のライブエディットバージョン、主題歌歌手によるイメージソングなど全15曲を収録。初回封入特典として、キャンバスブロマイド（スーパーアート6色印刷）及び2022年10月29日・30日に開催予定の作品公式ライブ先行抽選応募券を、永久仕様特典として玩具「つくっておせわして♡ハートキュアウォッチ」専用二次元コード（ローズマリーからのおてがみ）を同梱。
| #         | タイトル | 作詞                   | 作曲           | 編曲           | 時間  |
| --------- | --- | ---------------------- | -------------- | -------------- | ----- |
| 1.        | 「Cheers!デリシャスパーティ♡プリキュア (LIVE Edit Ver.)」(歌：Machico)                                                                                              | マイクスギヤマ         | 馬瀬みさき     | 馬瀬みさき     | 1:39  |
| 2.        | 「Welcome to Delicious Party」(歌：佐々木李子・Machico・吉武千颯)                                                                                                   | 澁谷文仁・こだまさおり | 澁谷文仁       | EFFY           | 4:02  |
| 3.        | 「スマイルメニュー◎」(歌：和実ゆい（CV：菱川花菜）) | こだまさおり           | 馬瀬みさき     | 深澤恵梨香     | 3:36  |
| 4.        | 「あなたとTea party」(歌：芙羽ここね（CV：清水理沙）) | こだまさおり           | 森いづみ       | 森いづみ       | 4:40  |
| 5.        | 「デリシャスサ〜チ！」(歌：華満らん（CV：井口裕香）) | こだまさおり           | 深澤恵梨香     | 深澤恵梨香     | 3:53  |
| 6.        | 「My true self」(歌：菓彩あまね（CV：茅野愛衣）) | こだまさおり           | 馬瀬みさき     | 馬瀬みさき     | 3:34  |
| 7.        | 「キズナ♡スペシャリティ」(歌：キュアプレシャス（CV：菱川花菜）・キュアスパイシー（CV：清水理沙）・キュアヤムヤム（CV：井口裕香）・キュアフィナーレ（CV：茅野愛衣）) | こだまさおり           | 溝口雅大       | 深澤恵梨香     | 4:05  |
| 8.        | 「俺に出来ること」(歌：品田拓海（CV：内田雄馬）) | 六ツ見純代             | 森いづみ       | 森いづみ       | 3:49  |
| 9.        | 「アリノママGLORIOUS」(歌：ローズマリー（CV：前野智昭）) | 六ツ見純代             | 深澤恵梨香     | 深澤恵梨香     | 4:47  |
| 10.       | 「シェアして！プリキュア Chihaya Yoshitake Ver.」(歌：吉武千颯) | 青木久美子             | 三好啓太       | 三好啓太       | 5:03  |
| 11.       | 「Save your smile」(歌：Machico) | こだまさおり           | EFFY           | EFFY           | 3:29  |
| 12.       | 「DELICIOUS HAPPY DAYS♪ (LIVE Edit Ver.)」(歌：吉武千颯) | こだまさおり           | ヒゲドライバー | ヒゲドライバー | 1:37  |
| 13.       | 「Welcome to Delicious Party 〜Remix for Rico Sasaki〜」(ボーナストラック、歌：佐々木李子)                                                                          | 澁谷文仁・こだまさおり | 澁谷文仁       | EFFY           | 4:01  |
| 14.       | 「Welcome to Delicious Party 〜Remix for Machico〜」(ボーナストラック、歌：Machico)                                                                                 | 澁谷文仁・こだまさおり | 澁谷文仁       | EFFY           | 4:01  |
| 15.       | 「Welcome to Delicious Party 〜Remix for Chihaya Yoshitake〜」(ボーナストラック、歌：吉武千颯)                                                                      | 澁谷文仁・こだまさおり | 澁谷文仁       | EFFY           | 4:00  |
| 合計時間: | 合計時間: | 合計時間:              | 合計時間:      | 合計時間:      | 56:16 |

### LIVEスペシャルCD
2022年10月29日・30日に開催された公式ライブイベント「デリシャスパーティ♡プリキュアLIVE2022 Cheers!Delicious LIVE Party♡」で、スペシャルCD付指定席券購入者向け特典として配布されたCD。公演ごとそれぞれ異なるバージョン3種となっており、後期エンディング主題歌シングルCDのカップリング曲「NO PRIDE, NO LIFE!」の参加歌手それぞれのソロバージョンを収録するほか、共通収録曲としてボーカルアルバム収録のキャラクターソングのメドレーアレンジバージョンを収録する。
| #         | タイトル | 作詞           | 作曲       | 編曲                     | 時間  |
| --------- | --- | -------------- | ---------- | ------------------------ | ----- |
| 1.        | 「NO PRIDE, NO LIFE! 〜Rie Kitagawa Ver./Machico Ver./Mayumi Gojo Ver.〜」(歌：北川理恵/Machico/五條真由美) | マイクスギヤマ | 深澤恵梨香 | 深澤恵梨香               | 3:18  |
| 2.        | 「キャラクターソングメドレー 〜Cheers！Delicious LIVE Party♡〜」                                            |                |            | 森いづみ（メドレー編曲） | 8:06  |
| 合計時間: | 合計時間:                                                                                                   | 合計時間:      | 合計時間:  | 合計時間:                | 11:24 |